# Áron Csongvai
Áron Csongvai, född 31 oktober 2000 i Budapest, Ungern, är en ungersk fotbollsspelare som spelar för AIK i Allsvenskan och det ungerska landslaget.

## Klubblagskarriär

### Tidig karriär
Csongvai inledde sin fotbollskarriär som sjuåring i det lokala fotbollslaget Vasas SC, från hemstaden Budapest. År 2016 lämnade han moderklubben för att gå till Újpest ungdomsverksamhet. Csongvai fick till en början i sin nya klubb spela för klubbens akademilag innan han år 2018 representerade klubbens andralag, Újpest ll. Där spelade han sammanlagt 38 matcher mellan åren 2018–2020 och noterade för ett målfacit på totalt tolv gjorda mål.

### Újpest
Halvvägs genom säsongen 2019/2020 var det äntligen dags för Csongvai att göra sin tävlingsdebut för Újpest herrlaget. Det skedde den 25 januari 2020 när Újpest besökte Debrecen för att möta Debreceni VSC i den 17:e omgången av Ungerns högstaliga, OTP Bank Liga. Den då 19-årige mittfältaren började matchen på bänken och kunde bara se på när hans lag hamnade i ett tvåmålsunderläge i början av andra halvlek. Nio minuter efter att Mark Szecsi gjort 2–0 för hemmalaget blev det Csongvai tur att kliva in på planen – i den 62:a matchminuten fick han göra sin debut. Efter debuten fick Csongvai blandad med speltid och blandade mellan att starta matcher och att hoppa in från bänken. Totalt gjorde han tio ligaframträdanden under säsongen 2019/2020.
Han gjorde sitt första mål för klubben den 4 december 2020 när han gjorde lagets enda mål i ett derby mot Budafoki som slutade 1–1 på Promontor utcai Stadion.
Csongvai spelade fyra säsonger i Újpest och stod sammanlagt för 101 tävlingsmatcher och tio gjorda mål.

### Fehérvár
Csongvai värvades den 14 februari 2023 av ligakonkurrenten Fehérvár. Endast fyra dagar senare gjorde han sin debut för klubben mot Puskás Akadémia, vilket kom att bli en succé direkt. Efter att han blivit inbytt i halvlek gjorde han efter tio minuter sitt första mål för klubben då han tryckte in ledningsmålet. Det såg sedan länge ut som att hans mål skulle bli avgörande men med åtta minuter kvar av ordinarie speltid gjorde Jonathan Levi kvitteringsmålet för Puskás Akadémia, vilket innebar att matchen slutade oavgjort (1–1).
Csongvai blev direkt en viktig spelare i laget och tog senare över rollen som kapten för Fehérvár. Det blev sammanlagt 65 tävlingsmatcher med ett poängfacit på fyra mål och fyra målgivande passningar innan han lämnade Ungern för sitt första utomlandsäventyr.

### AIK
Csongvai värvades den 13 februari 2025 av den svenska klubben AIK, där han skrev på ett kontrakt fram till och med den 31 december 2027. Han gjorde sin debut för klubben dagen efter när han från start spelade hela matchen i ett cupmöte mot Degerfors IF som slutade 1–1 på Strawberry Arena.
Csongvai gjorde sitt första mål för AIK den 6 april 2025 när han på frispark satte dit bollen distinkt bakom IFK Norrköpings målvakt i en match som slutade med en 4–3-vinst.

## Landslagskarriär

### U21-landslaget
Csongvai gjorde åtta framträdanden för Ungerns U21-landslag åren 2023–2024.

### A-landslaget
Csongvai blev för första gången uttagen till Ungerns herrlandslag år 2022, men fick då ingen speltid och debuten fick därmed vänta.
Efter flytten till AIK och Allsvenskan inför säsongen 2025 imponerade Csongvai under sin första tid i sin nya miljö och blev återigen uttagen till det ungerska landslaget. Vid denna uttagning fick han göra sin efterlängtade debut för landet den 6 juni 2025 när han bytes in i den 61:e matchminuten mot Bence Dardai i en 2–0-förlust mot Sverige på Puskás Arena i Budapest.